# De jongen uit de hemel
De jongen uit de hemel is een volksverhaal uit Nederland.

## Het verhaal
Op weg naar huis komt een boerin een man tegen die naar de hemel kijkt. Ze vraagt wat er te zien is en de man zegt dat hij het gat niet kan terugvinden, waar hij net doorheen is gevallen. De vrouw vraagt of de man haar overleden zoon Kees kent en de man antwoordt dat ze buren waren. Kees klaagde echter wel dat zijn kousen stuk waren en de worst, boter en ham is ook op. De man zegt dat je je eigen kleding moet onderhouden en alle voedsel erg duur is.
De vrouw kan wel wat missen voor haar zoon en geeft de man wat spullen mee. Ze maakt twee pakketjes, want de man krijgt hetzelfde als haar eigen zoon als beloning voor de moeite. Ook geeft de vrouw nog wat geld mee en neemt afscheid. Ze kijkt de man na en denkt dat haar zoon wel blij zal zijn met de spullen. Ze krijgt echter nooit bericht terug en dit komt doordat de man nog altijd het gat niet heeft gevonden.

## Achtergronden
- Het verhaal is bewerkt en komt uit Van den man die uit den hemel gevallen was (1903). Het verhaal is in 1894 opgetekend door Gerrit Jacob Boekenoogen in Rotterdam.
- Het motief van de man die het paradijs kent is bekend in Friesland, Noord-Holland, Gelderland en Vlaanderen. Er zijn ook varianten waarin de vrouw paradijs verstaat in plaats van Parijs.
- Er zijn veel soortgelijke verhalen, zoals De verstandige lieden en Jan en zijn vrouw.
- In dit sprookje wordt domheid besproken, zie ook Slimme Hans (KHM32), Knappe Elsje (KHM34), Frieder en Katherliesje (KHM59), Op reis gaan (KHM143) en De schrandere knecht (KHM162).